# Universo paralelo (ficção)

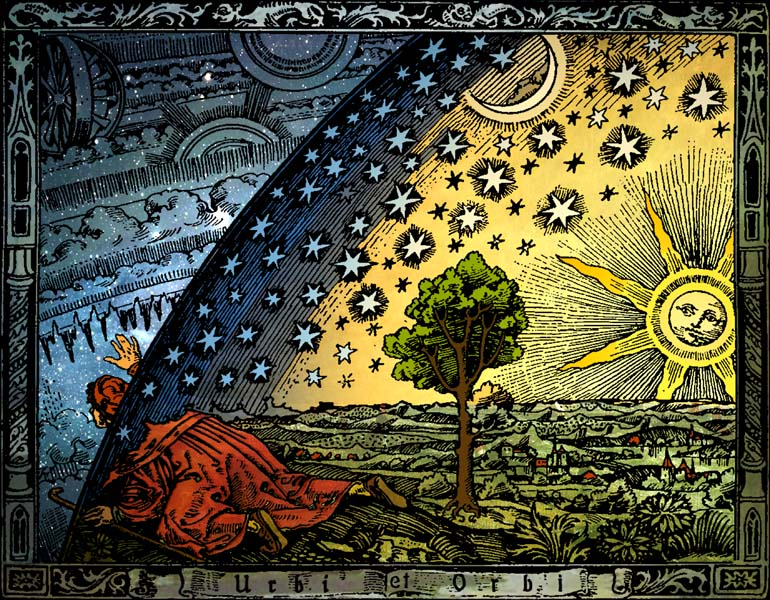
Universum: Urbi et Orbi. Esta misteriosa e enigmática xilogravura simboliza imaginativamente o conceito fantástico e surreal sobre "universos paralelos".

Universo paralelo ou realidade alternativa é uma realidade auto-contida em separado coexistindo com a nossa própria. Esta realidade em separado pode variar em tamanho de uma pequena região geográfica até um novo e completo universo, ou vários universos formando um multiverso.

## Usos na ficção científica
A ideia de múltiplos universos é explorado por vários livros, filmes e jogos.

### Outras dimensões
A ideia de outra dimensão tornou-se sinônimo da expressão universo paralelo. O uso é particularmente comum em filmes, televisão e HQs.

### Hiperespaço
Talvez o uso mais comum do conceito de um universo paralelo na ficção científica esteja no conceito de hiperespaço. Usada na ficção científica, este conceito se refere freqüentemente a um universo paralelo que pode ser usado como um atalho mais rápido que a luz para viagem interestelar. Os princípios para esta forma de hiperespaço variam de obra para obra, mas existem dois elementos comuns:
1. Ao menos um (se não todos) os sítios do universo hiperespacial correspondem a sítios em nosso universo, provendo os pontos de entrada e saída para os viajantes.
2. O tempo de viagem entre dois pontos no universo hiperespaço é muito mais curto do que o tempo de viagem entre pontos análogos em nosso universo. Isto pode ocorrer por causa da velocidade diferente da luz, diferente velocidade da passagem do tempo ou os pontos análogos no universo hiperespacial são muito mais próximos um do outro.

### Viagem no tempo e história alternativa
O uso mais comum de universos paralelos na ficção científica, quando o conceito é central para a história, é um pano de fundo e/ou consequência da viagem no tempo. Um exemplo seminal desta ideia está no romance de Fritz Leiber, The Big Time, onde há uma guerra através do tempo entre dois futuros alternativos, em que cada lado manipula a história para criar uma linha temporal que resulte em seu próprio mundo.
Viajantes do tempo na ficção frequentemente criam, acidental ou deliberadamente, histórias alternativas, tais como em The Guns of the South de Harry Turtledove, onde é fornecida ao Exército Confederado a tecnologia para produzir fuzis AK-47, o que leva os insurgentes à vitória na Guerra de Secessão. O romance de história alternativa 1632 de Eric Flint expõe explicitamente (embora brevemente) no prólogo, que os viajantes temporais no romance (uma cidade inteira em West Virginia) criaram um universo novo em separado, quando foram transportados para o meio da Guerra dos Trinta Anos na Alemanha do século XVII.